# The Great Wall
The Great Wall (in cinese 長城S, Cháng ChéngP) è un film del 2016 diretto da Zhang Yimou.
Pellicola fantastica con protagonista Matt Damon, ispirata alla costruzione della Grande muraglia cinese. Si tratta del primo film in lingua inglese del regista cinese Zhang Yimou.

## Trama
William Garin e Pedro Tovar sono due mercenari provenienti dall'Europa che giungono in Cina con una missione: recuperare un po' di polvere nera, antenata della polvere da sparo, per poterla esportare nel continente europeo. I due fanno parte di un piccolo gruppo di uomini, che viene però decimato dall'assalto di una terrificante bestia sconosciuta (di cui i due conservano un arto reciso), che uccide gli altri componenti. Scappando da una tribù delle montagne, i due mercenari vengono bloccati dalla Grande Muraglia che improvvisamente si staglia loro davanti: vengono quindi catturati dalle truppe imperiali dell'esercito cinese, ma l'arto della bestia che portano con loro fornisce ai cinesi l'indicazione che le bestie sono molto più vicine di quanto immaginassero. L'attacco infatti avviene poco dopo e William e Pedro, ancora in catene, vengono liberati per combattere le mostruose creature, chiamate "Taotie", le quali ogni sessant'anni circa minacciano l'umanità.
Il primo grande attacco vede migliaia di questi mostri assaltare i possenti bastioni della Grande Muraglia. I due mercenari si rendono protagonisti di un atto eroico, combattendo e uccidendo tre Taotie arrivati fin sopra le mura. William salva la vita ad un semplice soldato di fanteria il quale gli serberà riconoscenza per il gesto. Il Comandante Lin, una ragazza cresciuta nell'esercito, inizialmente dubbiosa sulle qualità dei due mercenari, incomincia a avere un atteggiamento più amichevole, soprattutto con William. Gli ufficiali, analizzando il resoconto di un attacco delle Taotie di 900 anni prima, capiscono che i due mercenari sono riusciti a sconfiggere il Taotie che li ha attaccati sulle montagne grazie al grosso magnete che portavano con loro, avendo esso un effetto calmante sulla bestia. Decidono così di verificare la teoria e William si offre di catturare un Taotie. Nel secondo attacco, che avviene col favore di una nebbia fittissima, i difensori resistono contro le creature e William, con l'ausilio della tanto ricercata polvere nera e dell'amico Pedro, riesce a catturare un Taotie allo scopo di analizzarlo.
Si scopre tuttavia che l'attacco era un diversivo per distogliere i difensori dal tunnel che i mostri hanno scavato in un punto isolato della Grande Muraglia, svelando agli occhi di tutti che rispetto a sessant'anni prima i Taotie si sono evoluti, diventando più intelligenti. I Taotie sono ora in corsa per arrivare alla capitale, distante soli 400 chilometri, ma hanno un discreto vantaggio, incolmabile con i cavalli. Lo Stratega Wang annuncia che se i Taotie dovessero arrivare alla capitale, con i suoi due milioni di abitanti, tutto quel nutrimento non frenerebbe più i mostri, che dilagherebbero poi nel mondo intero. Utilizzando delle primitive mongolfiere l'esercito rincorre le bestie, ma i soldati arrivano tardi e i mostri entrano in città. L'unica speranza è uccidere la Regina: eliminando lei, i Taotie si fermerebbero subito. Saliti su una torre, William e Lin cercano di far esplodere il Taotie precedentemente catturato, mentre nutre la Regina. Solo al terzo tentativo riescono nell'intento, bloccando cosi l'invasione.
William, come ringraziamento da parte dell'Imperatore, viene lasciato libero di tornare a casa scegliendo se portar con sé Pedro (imprigionato dopo essere stato catturato durante la sua fuga con un altro occidentale, con l'aiuto del quale aveva sottratto parecchia polvere nera) o portar via della polvere nera: il mercenario sceglie di salvare l'amico. Assieme, i due lasciano la Cina senza la polvere nera, della quale hanno capito la pericolosità e la potenza distruttiva, preservando il segreto della Grande Muraglia.

## Produzione
Il 18 marzo 2014 viene annunciato che il regista Zhang Yimou avrebbe diretto un film epico con una co-produzione statunitense e cinese. Il budget del film è stato di circa 135 milioni di dollari, facendone di fatto il film più costoso girato interamente in Cina, e le riprese del film sono iniziate il 30 marzo 2015 a Tsingtao, proseguendo poi sempre in territorio cinese.

## Promozione
Il primo trailer del film viene diffuso il 28 luglio 2016.

## Distribuzione
La pellicola, inizialmente programmata per il 23 novembre 2016 a livello mondiale, è stata distribuita in Cina, prima a Pechino dal 9 dicembre 2016, poi dal 15 dicembre 2016 in tutte le sale cinematografiche cinesi, mentre in quelle statunitensi a partire dal 17 febbraio 2017. In Italia il film è uscito il 23 febbraio 2017.

### Incassi
Nel primo weekend cinese, il film incassa 64,7 milioni di dollari, posizionandosi al quarto posto dei film con il miglior incasso nel weekend d'apertura del 2016. A fine programmazione, la pellicola incassa 331,9 milioni di dollari in tutto il mondo, di cui 45,1 negli Stati Uniti.

## Altri media
Dal 24 gennaio 2017 è in vendita negli Stati Uniti il fumetto The Great Wall: Last Survivor, che fa da prequel al film, realizzato da Arvid Nelson e Gian Fernando e distribuito dalla Legendary Comics.